# Wiechowstwo
Wiechowstwo – kierunek filozoficzny i społeczno-polityczny w rosyjskim środowisku intelektualnym z początku XX wieku. Terminem „wiechowcy” zwykło się określać grupę myślicieli o proweniencji konserwatywnej lub liberalnej, w sferze ontologicznej skłaniających się ku idealizmowi, którzy w 1909 roku opublikowali swoje filozoficzne artykuły w zbiorze Drogowskazów.